# Reddi
Reddi — дансько-шведський попрок гурт, який складається з чотирьох учасниць. Переможці Melodi Grand Prix 2022 та представники Данії на Пісенному конкурсі Євробачення 2022 з піснею «The Show».

## Історія
Гурт Reddi був зібраний у 2022 році барабанщицею Іган разом з одним з найбільших імен данської музичної індустрії в поп-музиці за останні кілька десятиліть, Chief1 (Ларс Педерсен). 
У своїй творчості вони поєднують рок і панк з класичними струнними та яскравою попмузикою.

## Кар'єра

### Melodi Grand Prix 2022
Вибір представника Данії для Пісенного конкурсу Євробачення 2022 відбувася за допомогою Melodi Grand Prix 2022. 10 лютого 2022 року були опубліковані його учасники, серед яких і жіночий гурт Reddi з піснею «The Show».
Melodi Grand Prix 2022 відбувся 5 березня 2022 року. У першому раунді взяли 8 виконавців, з яких три досягли фіналу:
- Conf3ssions — «Hallelujah»
- Josie Elinor & Jack Warren — «Let Me Go»
- Reddi — «The Show»

У суперфіналі національного відбору Reddi виступили під 2 номером та в підсумку здобули перемогу з 37 % відданих телеглядачами голосів. Після цього гурт отримав право представляти свою країну на Євробаченні 2022 в Турині, Італія.
Іган Гайдар вже представляла Данію на Євробаченні, коли була учасницею резервного гурту Солуни Самай на конкурсі 2012 року.

### Пісенний конкурс Євробачення
Після жеребкування Reddi потрапили в перший півфінал Євробачення, який відбувся 10 травня 2022 року. Гурт отримав 35 балів від журі (12 місце) та 20 балів від гядачів (13 місце), що принесли співачкам загальні 55 балів та 13 місце у півфіналі, що унеможливило кваліфікацію до фіналу Євробачення 2022.

## Учасниці

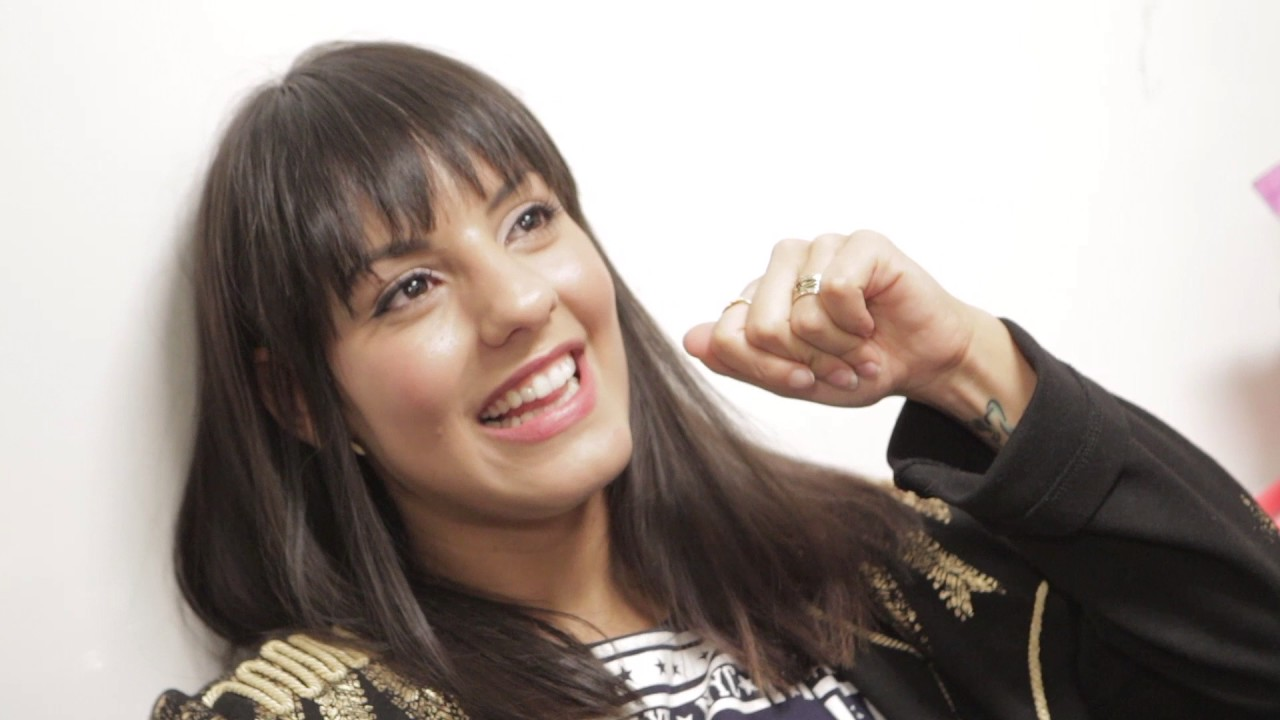
Учасниця гурту — Іган Гайдар

- Матільде Сіґґі Сейвері — вокал, гітара
- Аґнес Рослунд — гітара
- Іда Берґквіст — бас-гітара
- Іган Гайдар — барабани

## Дискографія

### Сингли
| Назва      | Рік  | Альбом        |
| ---------- | ---- | ------------- |
| «The Show» | 2022 | поза альбомом |